# Saint-Sauveur (Alta Garonna)

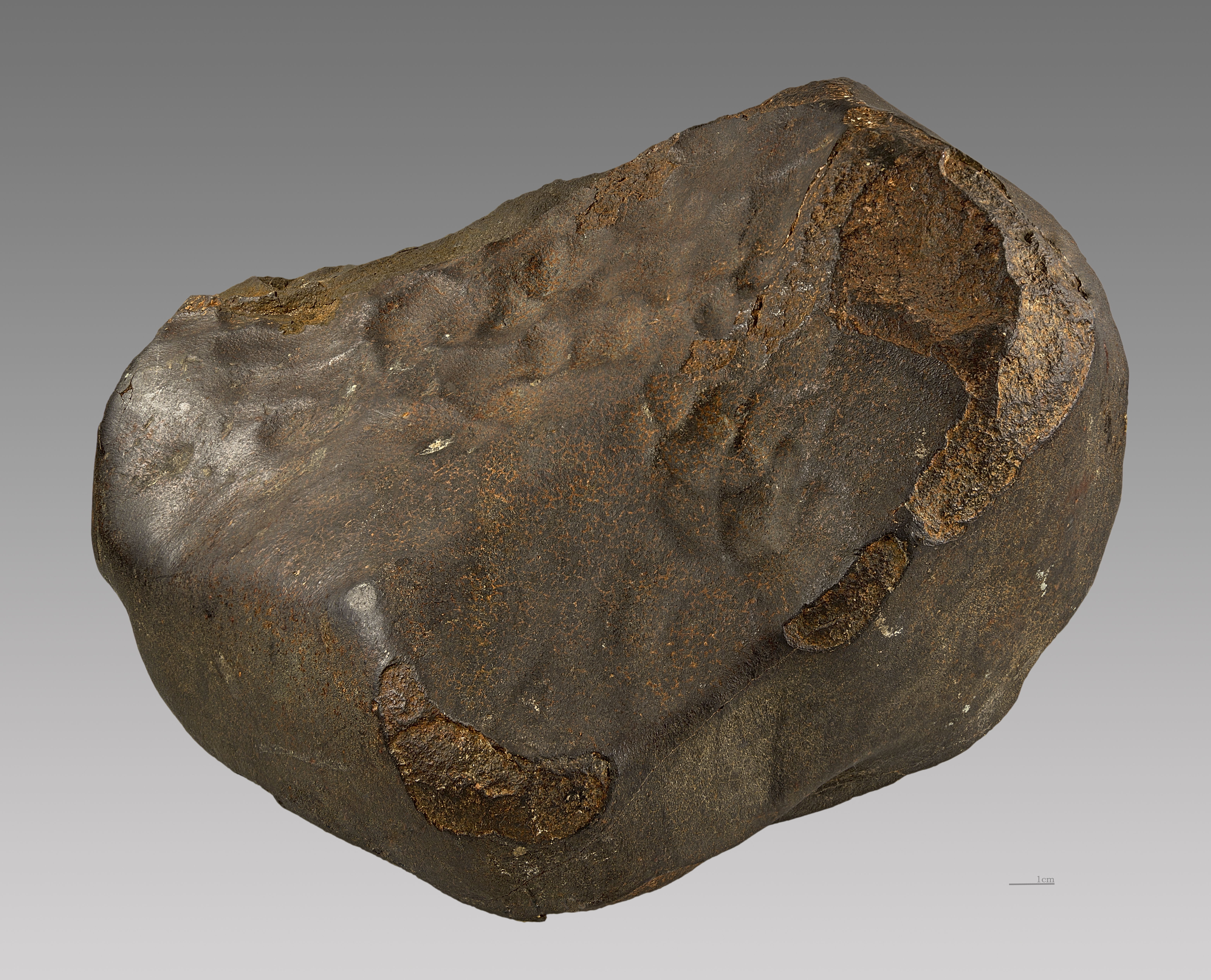
Chondrite EH5 « Saint-Sauveur »

Saint-Sauveur è un comune francese di 1 784 abitanti situato nel dipartimento dell'Alta Garonna nella regione dell'Occitania.

## Società

### Evoluzione demografica
Abitanti censiti

## Monumento
La Chiesa di San Salvatore, monumento storico.

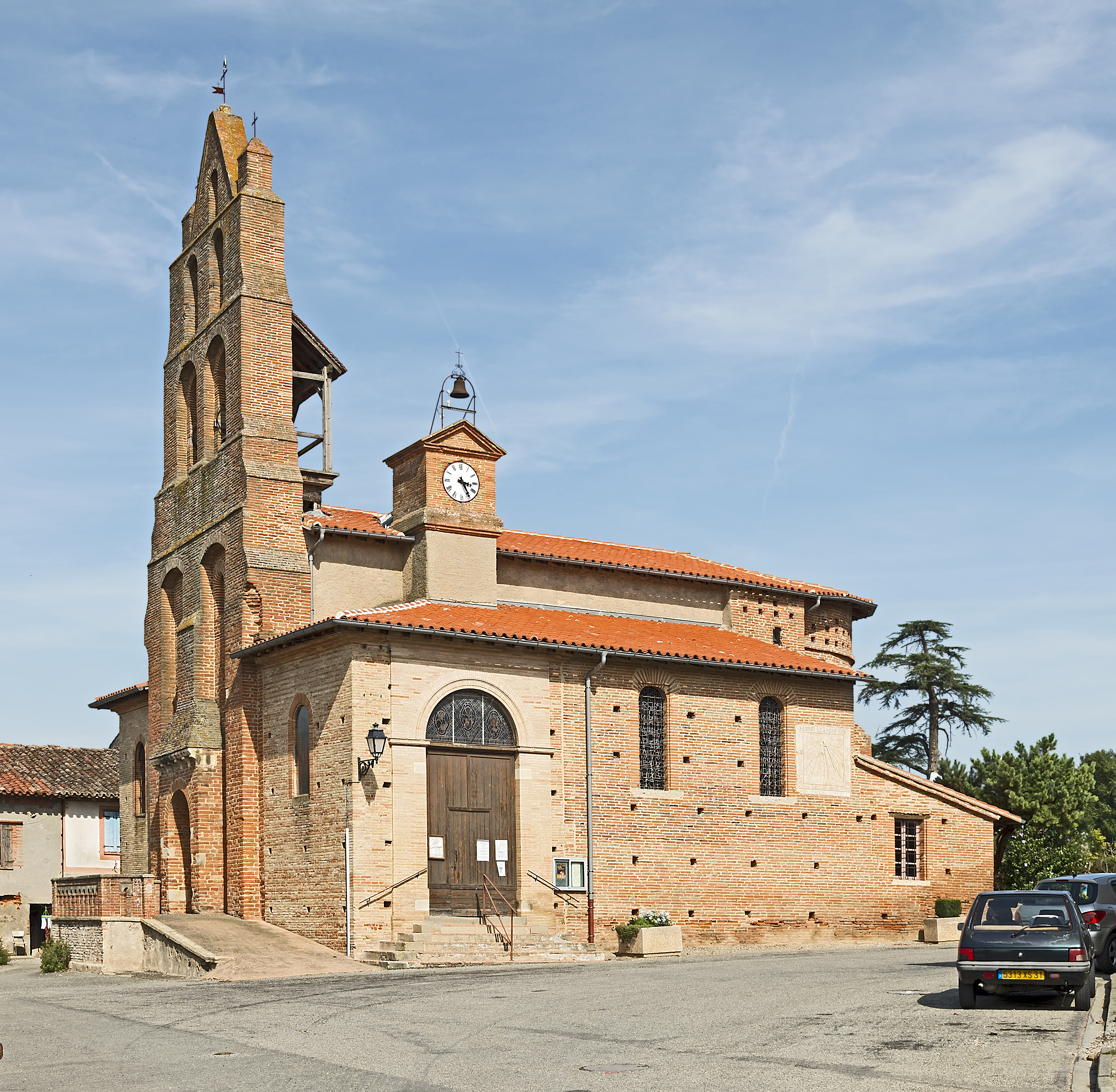
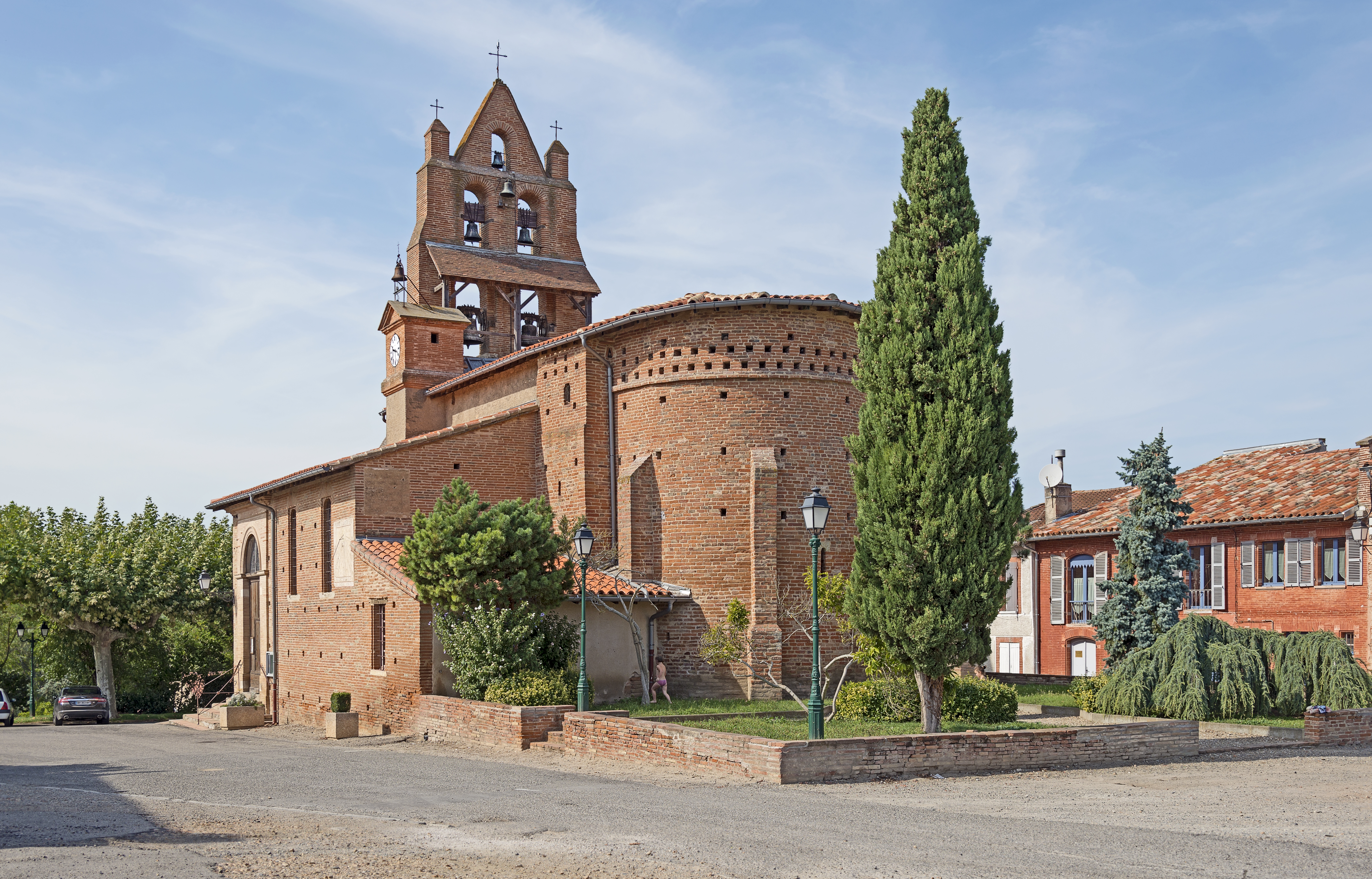
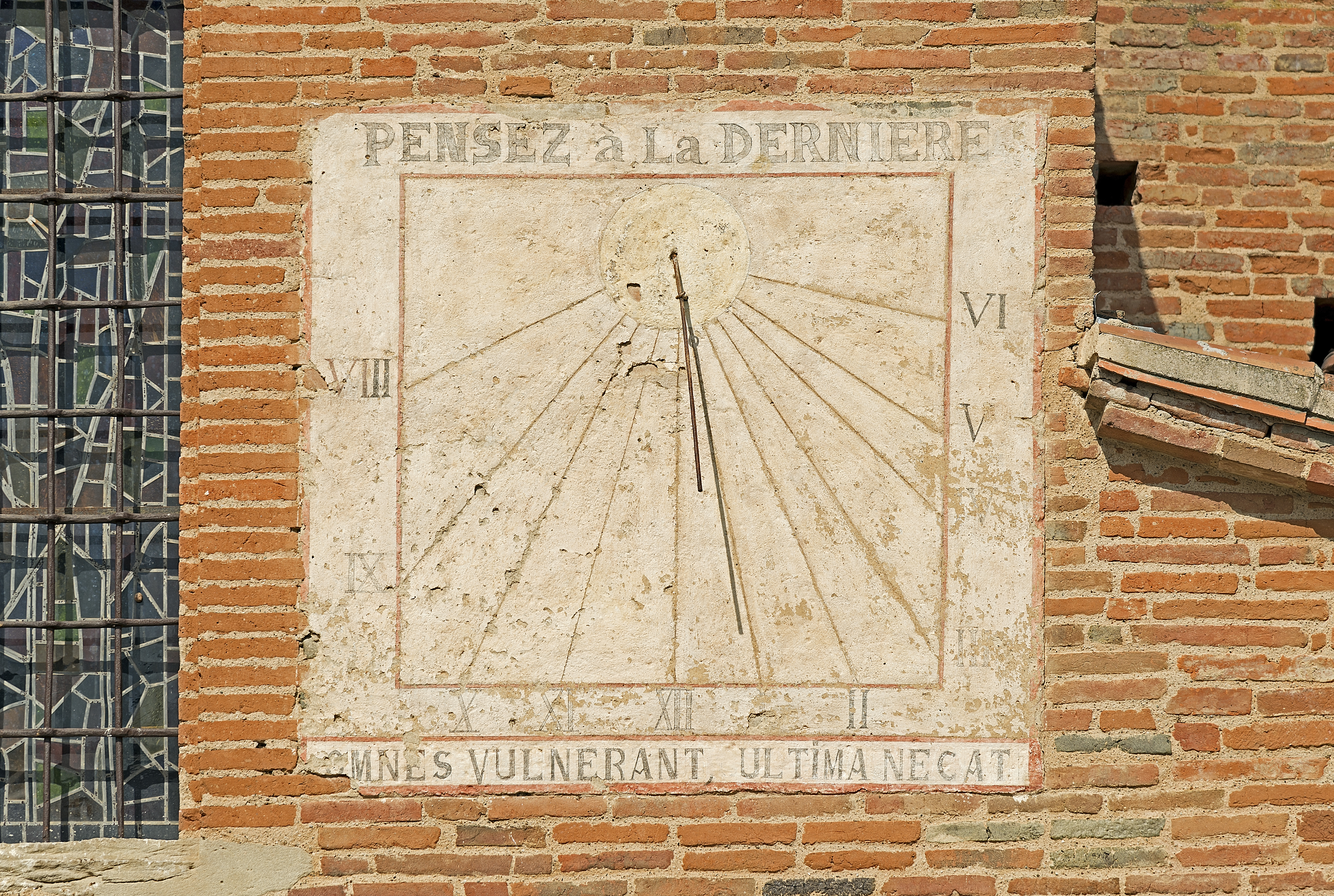